# Ōkubo Tadasuke
Ōkubo Tadasuke (大久保 忠佐?; 1537 – 9 novembre 1613) è stato un daimyō del clan Ōkubo durante periodo Sengoku e l'inizio del periodo Edo.

## Daimyō
Tadasuke era un fratello minore di Ōkubo Tadayo. Combatté in numerose battaglie per Tokugawa Ieyasu (incluse Mikatagahara e Nagashino) e nel 1601 gli venne assegnato lo han di Numazu, nella provincia di Suruga, che gli garantiva un introito di 20.000 koku.
Morì senza eredi nel 1613 ed il suo dominio tornò in possesso dello shogunato Tokugawa.